# Josh Green (autocoureur)
Josh Green (Mount Kisco, New York, 15 november 2002) is een Amerikaans autocoureur.

## Carrière
Green begon zijn autosportcarrière in het karting in 2015. Hij begon in binnencompetities, maar ging al snel buiten races rijden. Hij nam in 2016 deel aan regionale kampioenschappen op het Oakland Valley Raceway Park. In de twee jaar die volgden, reed hij ook in nationale kampioenschappen. In 2018 won hij het kampioenschap in de IAME X30 Junior.
In 2019 stapte Green over naar het formuleracing en kwam hij uit in de FRP F1600 Championship Series. In 21 races behaalde hij acht overwinningen en tien andere podiumplaatsen, waardoor hij tweede werd in de eindstand. Vanwege zijn prestaties mocht hij voor de Verenigde Staten deelnemen aan de BRSCC Formula Ford Festival en de Walter Hayes Trophy, allebei in Engeland. In het Festival eindigde hij in de top 10 en in de Trophy was hij de beste coureur in de kwalificatie. Dat jaar debuteerde hij ook in de U.S. F2000, waarin hij voor het team Jay Howard Driver Development deelnam aan het weekend op de Portland International Raceway.
In 2020 reed Green een volledig seizoen in de U.S. F2000 bij het team Cape Motorsports. In het openingsweekend op Road America behaalde hij direct twee podiumplaatsen, maar in de rest van het seizoen eindigde hij enkel op het New Jersey Motorsports Park nog eenmaal in de top drie. Hij kende wel een constant seizoen met twaalf top 10-finishes in zeventien races. Met 245 punten werd hij zesde in het kampioenschap.
In 2021 stapte Green binnen de U.S. F2000 over naar het team Turn 3 Motorsport. Hij had opnieuw een stabiel seizoen, met zestien top 10-uitslagen uit achttien races. Pas tegen het eind van het jaar stond hij voor het eerst op het podium in New Jersey, voordat hij in de seizoensfinale op het Mid-Ohio Sports Car Course zijn eerste zege behaalde. Met 279 punten verbeterde hij zichzelf naar de vijfde plaats in het klassement.
In 2022 maakte Green de overstap naar het Indy Pro 2000 Championship, waarin hij zijn samenwerking met Turn 3 voortzette. Hij won de seizoensopener op het Stratencircuit Saint Petersburg en behaalde in de rest van het seizoen nog podiumfinishes op de Lucas Oil Raceway, Road America en het Stratencircuit Toronto. Met 298 punten werd hij zesde in de eindstand.
In 2023 debuteert Green in de Indy NXT, waarin hij uitkomt voor het team HMD Motorsports with Dale Coyne Racing.